# Neanurinae
Neanurinae (лат.) — подсемейство коллембол из семейства Неануриды. Встречаются всесветно.

## Распространение
Подсемейство Neanurinae, широко распространенное на всех континентах, кроме Антарктиды, насчитывает более 800 описанных таксонов. Это самый крупный таксон в ранге подсемейства не только в семействе Neanuridae, но и в Collembola, включающий почти десятую часть всех описанных видов из этой группы Hexapoda.

## Описание
Мелкие ногохвостки с вытянутым телом. К отличительным особенностям этого подсемейства относится полное отсутствие многих структур, присутствующих у большинства коллембол, например, постантеннальный орган (PAO), фурка, брюшные шипы и эмподиальные придатки; с другой стороны, оно обладает рядом признаков, редко или спорадически встречающихся у других Collembola, таких как сильное дорсо-вентральное уплощение тела, сильное сокращение числа глаз (не более пяти), наличие политенных хромосом в слюнных железах и заметные бугорки на дорсальной стороне тела.

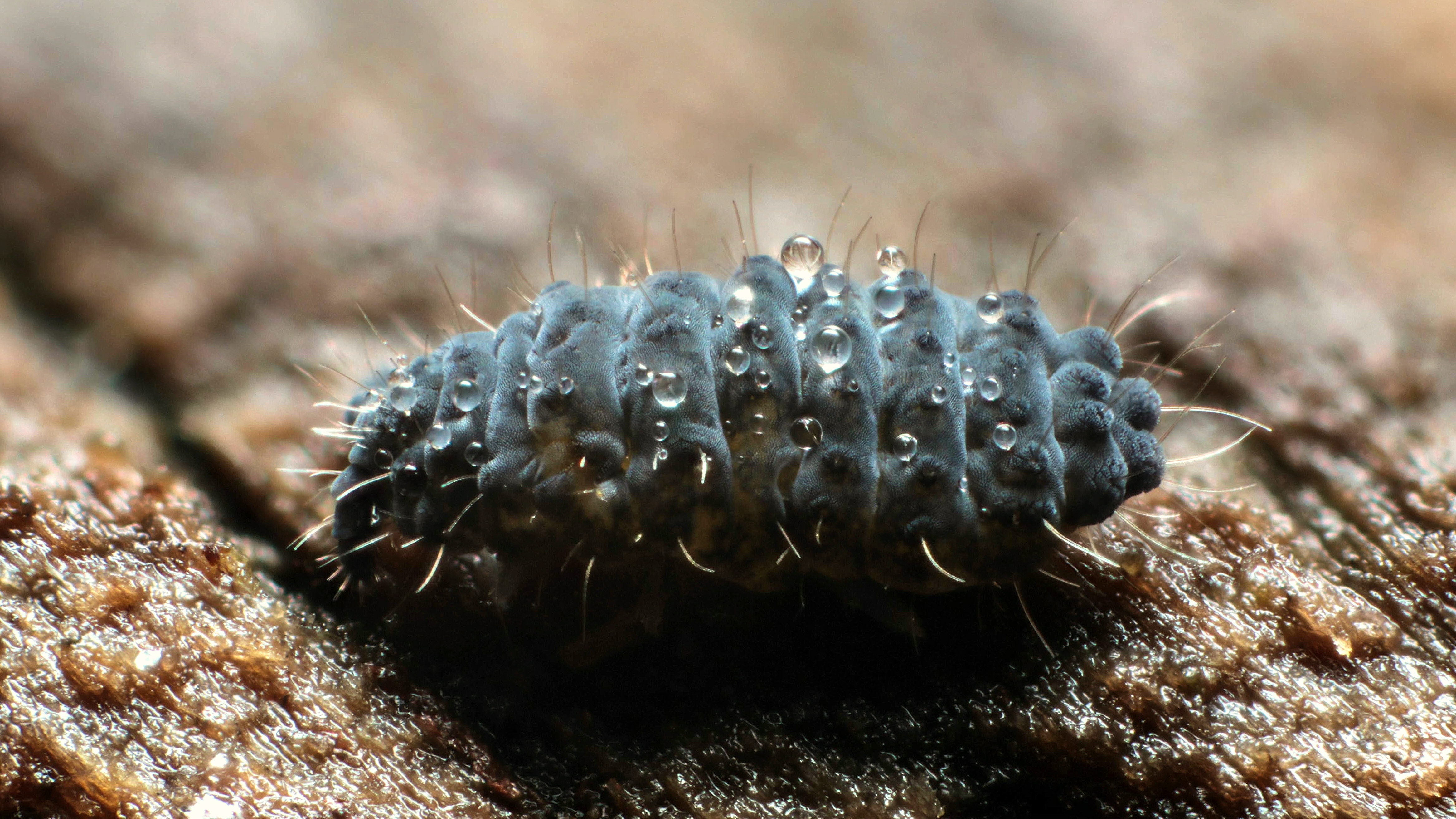
Neanura muscorum
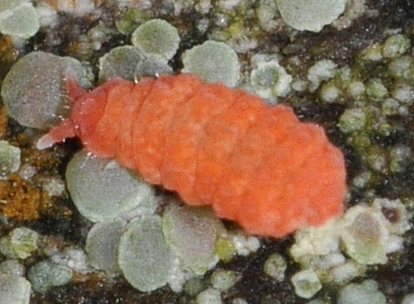
Bilobella braunerae
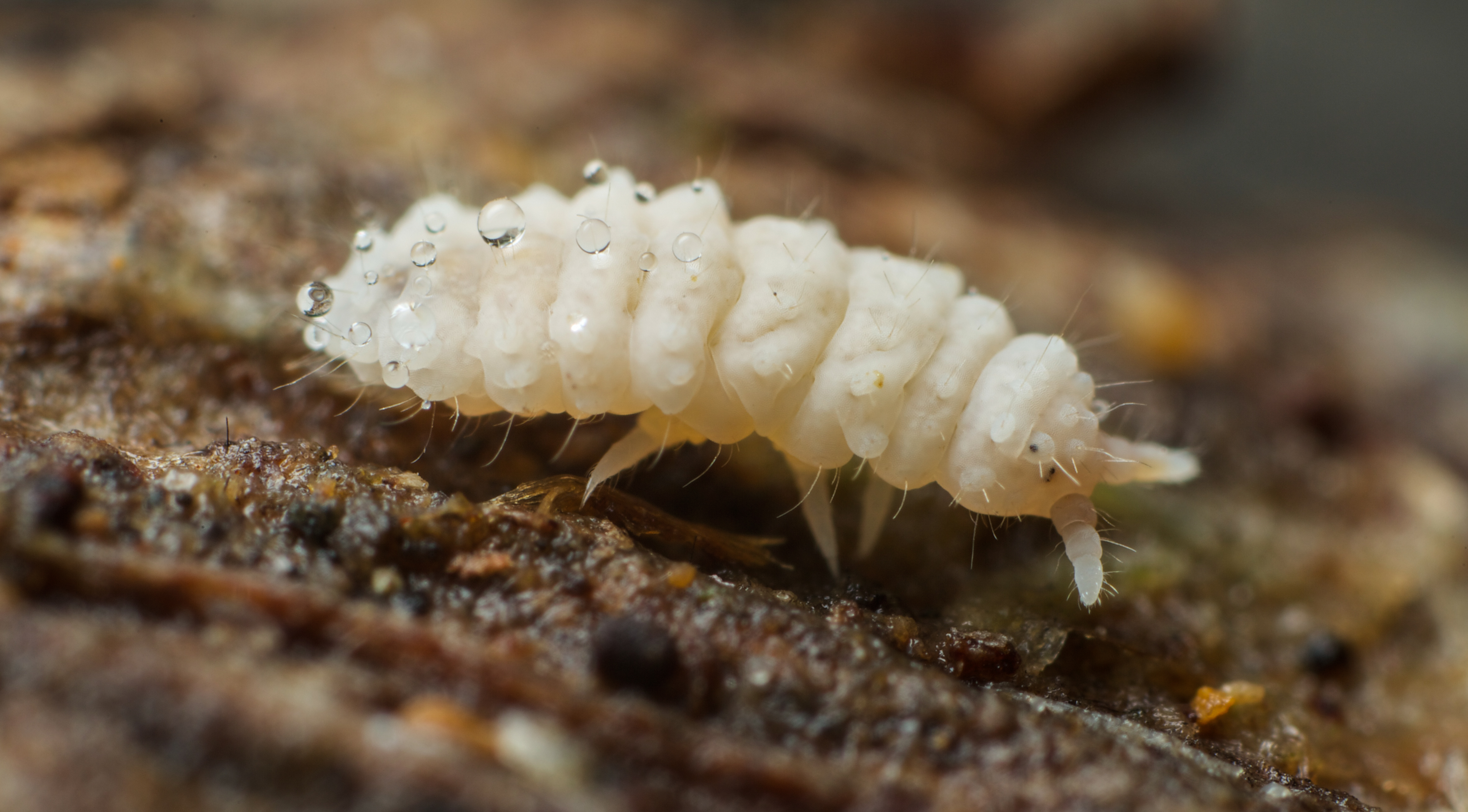
Lobellini sp.

## Классификация
Известно более 800 видов, около 100 родов и 6 триб. На протяжении многих лет это подсемейство подвергалось нескольким классификационным схемам, основанным на различных критериях. При делении на трибы систематики опираются на такие признаки, как цвет кутикулы и степень редукции ротовых аппаратов, количество глаз и их цвет, степень развития бугорков и размер сенсилл на усиках.
- Lobellini Cassagnau, 1983[2][5][6]
  - Cassagnaua Özdikmen, 2009
  - Coecoloba Yosii, 1956
  - Coreanura Deharveng & Weiner, 1984
  - Crossodonthina Yosii, 1954
  - Deuterobella Yoshii & Suhardjno, 1992
  - Hemilobella Deharveng & Greenslade, 1992
  - Hyperlobella Cassagnau, 1988
  - Lobella Börner, 1906
  - Lobellina Yosii, 1956
  - Paralobella Cassagnau & Deharveng, 1984
  - Propeanura Yosii, 1956
  - Riozura Cassagnau, 1983
  - Sphaeronura Cassagnau, 1983
  - Sulobella Deharveng & Suhardjono, 2000
  - Telobella Cassagnau, 1983
  - Yosialina Salmon, 1964
  - Yuukianura Yosii, 1955
- Morulodini Cassagnau, 1983
  - Morulodes Cassagnau, 1955
- Neanurini Börner, 1901
  - Albanura Deharveng, 1982
  - Balkanura Cassagnau, 1979
  - Cansilianura Dallai & Fanciulli, 1983
  - Catalanura Deharveng, 1982
  - Caucasanura Kuznetsova & Potapov, 1988
  - Christobella Fjellberg, 1985
  - Cryptonura Cassagnau, 1979
  - Deutonura Cassagnau, 1979
  - Edoughnura Deharveng, Hamra-Kroua & Bedos, 2007
  - Endonura Cassagnau, 1979
  - Ghirkanura Kuznetsova & Potapov, 1988
  - Imparitubercula Stach, 1951
  - Itanura Queiroz & Deharveng, 2015
  - Kalanura Smolis, 2007
  - Lathriopyga Caroli, 1912
  - Metanura Yosii, 1954
  - Monobella Cassagnau, 1979
  - Nahuanura Palacios-Vargas & Najt, 1986
  - Neanura MacGillivray, 1893
  - Neanurella Cassagnau, 1968
  - Persanura Mehrafroz Mayvan, Shayanmehr, Smolis & Skarzynski, 2015
  - Protanura Börner, 1906
  - Pumilinura Cassagnau, 1979
  - Tetraloba Lee, 1983
  - Thaumanura Börner, 1932
  - Paravietnura Smolis et Kuznetsova, 2018[7]
  - Vietnura Deharveng & Bedos, 2000
  - Xylanura Smolis, 2011
- Paleonurini Cassagnau, 1989
  - Adbiloba Stach, 1951
  - Afrobella Cassagnau, 1983
  - Australonura Cassagnau, 1980
  - Bilobella Caroli, 1912
  - Blasconura Cassagnau, 1983
  - Blasconurella Deharveng & Bedos, 1992
  - Caledonura Deharveng, 1988
  - Calvinura Cassagnau, 1988
  - Camerounura Cassagnau, 1991
  - Chaetobella Cassagnau, 1983
  - Chirolavia Deharveng, 1991
  - Digitanura Deharveng, 1987
  - Ectonura Cassagnau, 1980
  - Elgonura Cassagnau, 1984
  - Galanura Smolis, 2000
  - Gnatholonche Börner, 1906
  - Graniloba Cassagnau, 2000
  - Hazaranura Cassagnau, 1991
  - Himalmeria Cassagnau, 1984
  - Inameria Cassagnau, 1983
  - Nepalanura Yosii, 1966
  - Nepalimeria Cassagnau, 1984
  - Nilgirella Cassagnau, 1983
  - Paleonura Cassagnau, 1982
  - Paramanura Cassagnau, 1986
  - Parectonura Deharveng, 1988
  - Parvatinura Cassagnau, 1982
  - Penelopella Cassagnau, 1986
  - Phradmon Greenslade & Deharveng, 1991
  - Phylliomeria Delamare Deboutteville, 1948
  - Pronura Delamare Deboutteville, 1953
  - Rambutanura Deharveng, 1988
  - Siamanura Deharveng, 1987
  - Singalimeria Cassagnau, 1984
  - Speleonura Palacios-Vargas & Simón-Benito, 2007
  - Stenomeria Cassagnau, 1990
  - Synameria Cassagnau, 1983
  - Tamulmeria Cassagnau, 1988
  - Thaianura Yosii, 1961
  - Travura Cassagnau & Deharveng, 1980
  - Vitronura Yosii, 1969
  - Womersleya Denis, 1948
  - Zelandanura Deharveng & Wise, 1987
- Paranurini Cassagnau, 1989
  - Oregonanura Smolis, 2008
  - Paranura Axelson, 1902
- Sensillanurini Cassagnau, 1983
  - Americanura Cassagnau, 1983
  - Honduranura Palacios-Vargas, 2017
  - Palmanura Cassagnau, 1983
  - Sensillanura Deharveng, 1981
  - Tabasconura Palacios-Vargas & Catalán, 2015
- incertae sedis
  - Caledonimeria Delamare Deboutteville & Massoud, 1962
  - Echinanura Carpenter, 1935
  - Pseudadbiloba Massoud, 1963
  - Pseudobiloba Stach, 1951
  - † Pseudoxenylla Christiansen & Pike, 2002